# بلدة لانكستر (كانساس)
بلدة لانكستر هي بلدة في مقاطعة أتشيسون، كانساس، الولايات المتحدة. اعتبارًا من تعداد 2010، كان عدد سكانها 818 نسمة.

## روابط خارجية
- مدينة سيتي.كوم